# Farlowella taphorni
La aguja de Maracaibo o aguja de los Andes, también conocida como aguja andina, palito, aguja, Maracaibo twig catfish o Marac stick catfish, es una especie endémica de una sola cuenca en el sur del lago de Maracaibo, cuerpo de agua ubicado en el occidente de Venezuela, en los estados Zulia y Trujillo, específicamente del río Muyapas.
Esta especie de Farlowella se encuentra en la categoría de En Peligro, según el Libro Rojo de la Fauna Venezolana.
Farlowella taphorni está presente en una distribución extremadamente restringida. Su endemismo limitado a una pequeña cuenca y su baja abundancia justifican su consideración como En Peligro de extinción. 

## Morfología
La aguja de Maracaibo es un pez corroncho. Su cuerpo y hocico es alargado y angosto. Tiene una forma muy delgada, asemejándose a un palito, de ahí se deriva sus nombres comunes de aguja, agujeta o palito. Esta apariencia es perfecta para el camuflaje.
Su tamaño promedio es hasta 14 cm de longitud, exceptuando la cola. 
Al igual que todos los corronchos, su cuerpo no está cubierto de escamas, sino con placas dérmicas duras. Sus aletas pectorales son grandes y se encuentran ubicadas ventralmente. 

## Hábitat
Las especies del género Farlowella son herbívoras, viven en ríos permanentes y les gusta esconderse en la vegetación sumergida en las riberas, como en las ramas y raíces.

## Distribución geográfica
Esta aguja es endémica de una sola cuenca en el sur del lago de Maracaibo, en Venezuela. Específicamente del río Muyapas, la del río Torondoy en la zona del piedemonte del estado Mérida. Se presume que también se encuentra en otros leves cauces vecinos (Tucaní, río Frío), pero no hay registros que lo demuestren.

## Amenazas
Su principal amenaza es la degradación de su hábitat debido a la deforestación.
En la cuenca del río Torondoy, la tasa de deforestación es una de las más elevadas en los drenajes andinos al lago de Maracaibo. Esta actividad tiene un impacto directo sobre los ríos, pues la deforestación se asocia con la erosión, y en consecuencia, con la incorporación de más sedimentos a los causes, destruyendo así los hábitats acuáticos. 
Otras amenazas tienen que ver con el incremento de los centros urbanos, expansión de la frontera agrícola, entre otros.

## Conservación
Actualmente no se está llevando a cabo ningún programa de conservación de la aguja de Maracaibo. Tampoco cuenta con medidas que contribuyan a su proyección. 
La cuenca alta del río Torondoy, así como otros ríos vecinos, se encuentran protegidas por el parque nacional Sierra de La Culata, pero en la parte media y baja no existen figuras de protección oficial, y se trata de lugares donde la especie podría vivir. 
Como mecanismo de conservación, se recomienda en primera instancia realizar una exploración de su localidad para determinar el estado actual de las poblaciones que podrían existir allí. Además, se deben promover prácticas agrícolas adecuadas para la conservación de suelos y aguas, en particular, vigilando el cumplimiento de la franja verde exigida por ley para salvaguardar los cuerpos de agua.